# Julio César Uribe
Julio César Uribe Flores (Lima, 9 de maig de 1958) és un exfutbolista peruà de la dècada de 1980 i entrenador.
Va formar part de l'equip peruà a la Copa del Món de 1982.
Pel que fa a clubs, defensà els colors de Sporting Cristal, Cagliari Calcio, Club América i C.A. Mannucci.

## Palmarès
- Lliga peruana de futbol: 4

1979, 1980, 1988, 1991
- Lliga mexicana de futbol: 1

1987-88